# 姚寻源
姚寻源（1898年—？）是中华民国大陆时期的一名内科医师。

## 生平
生于1898年，河北保定人。1925年7月任保定思罗医院医师，12月任北平协和医学院内科医师，1930年8月赴美国纽约约翰·霍普金斯大学卫生学院学习。1932年12月获博士学位，后在中央卫生署实验医院、齐鲁大学医学院、雷允飞机制造厂职工医院、云南大学医学院任职，曾任宁夏卫生处处长兼宁夏省立医院院长。1944年9月至1945年9月任新疆卫生处处长兼新疆省立第一医院院长。

## 资料来源
1. ↑  . 乌鲁木齐: 新疆人民出版社. 2004年7月: 746. ISBN 7-228-08924-3.
2. ↑  汤亦新. . 《航空史研究》. 1995, (01): 6.[]